# پولک‌های زیردمی

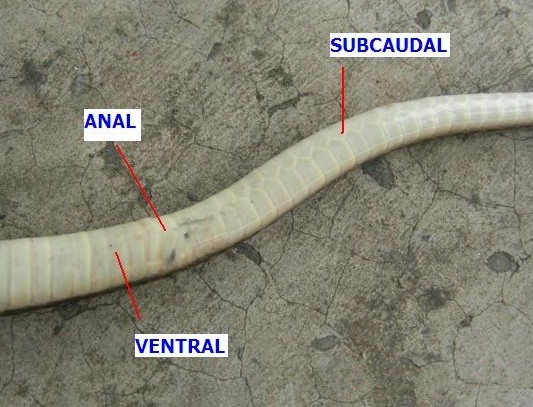
پولک‌های زیردمی جفتی آمفیسما استالاتا

در مارها، پولک‌های زیردمی (به انگلیسی: Subcaudal scales)، صفحه‌ها بزرگ‌شده در بخش زیرین دم هستند. این پولک‌هاها ممکن است منفرد یا تقسیم‌شده (جفتی) باشند و پیش از آن پولک مقعدی قرار می‌گیرد.